# Chimney Rock (Karolina Północna)
Chimney Rock – wieś w Stanach Zjednoczonych, w stanie Karolina Północna, w hrabstwie Rutherford.